# Nanos agaboides
Nanos agaboides är en skalbaggsart som beskrevs av Antoine Boucomont 1937. Nanos agaboides ingår i släktet Nanos och familjen bladhorningar. Inga underarter finns listade i Catalogue of Life.